# Viaduc ferroviaire du Crozet
Pour l'ensemble composés des deux viaducs de l'autoroute 51 à proximité, voir Viaducs autoroutiers du Crozet.
Le viaduc du Crozet, également appelé viaduc du Font-Jailly ou viaduc de Vif, est un pont ferroviaire situé à Vif dans le département de l'Isère, en France. Il permet de faire passer la ligne de Lyon-Perrache à Marseille-Saint-Charles (via Grenoble). À l'est du viaduc ferroviaire, deux viaducs autoroutiers ont été construits dans les années 1990.

## Situation et accès

### Situation générale
Le viaduc est situé dans un repli du plateau du Crozet, au sein de la vallée de la Gresse, au sud-est de la ville de Vif, dans la partie sud du département de l'Isère. Il enjambe l'avenue Maréchal Leclerc (partie de la route départementale 1075) et la rue du Viaduc. Il se trouve également à l'ouest des viaducs autoroutiers du Crozet.

### Situation ferroviaire
Le viaduc est situé au point kilométrique (PK) 153,154 de la ligne de Lyon-Perrache à Marseille-Saint-Charles (via Grenoble), entre les gares de Vif (au nord) et de Monestier-de-Clermont (au sud).

## Étymologie
Le viaduc du Crozet est nommé en référence au hameau situé un peu plus à l'est. Le mot Crozet (ou Croset), lui, vient probablement du bas latin « crosus » (qui signifie « le creux »), ou bien du mot « crux », qui signifie « croix » ou « croisée » (des chemins).

## Histoire

### Construction
Le viaduc est édifié entre 1873 et 1877, durant les travaux de construction du premier tronçon de la ligne des Alpes (avec la gare de Vif et le tunnel ferroviaire du Grand Brion, long de 1 175 mètres). Celui-ci est inauguré le 11 décembre 1876. Le deuxième tronçon, jusqu'à Veynes, sera inauguré le 29 juillet 1878. Le viaduc ferroviaire, lui, est inauguré en octobre 1877.

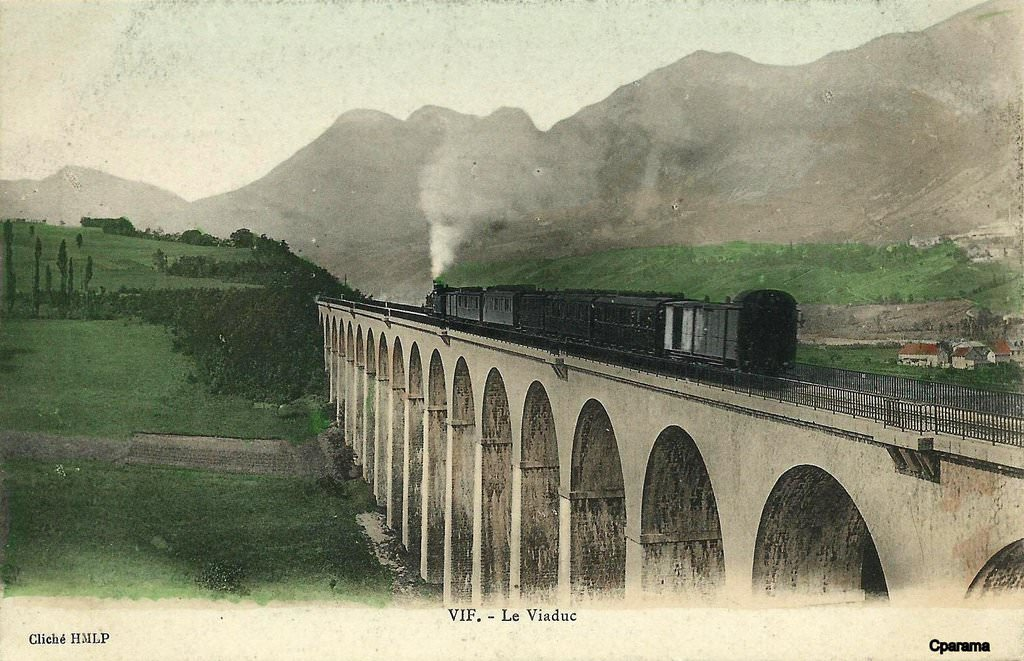
Carte postale en couleur du représentant le viaduc ferroviaire dans une vue à niveau, avec un train à vapeur le traversant, vers le tournant du XXe siècle..
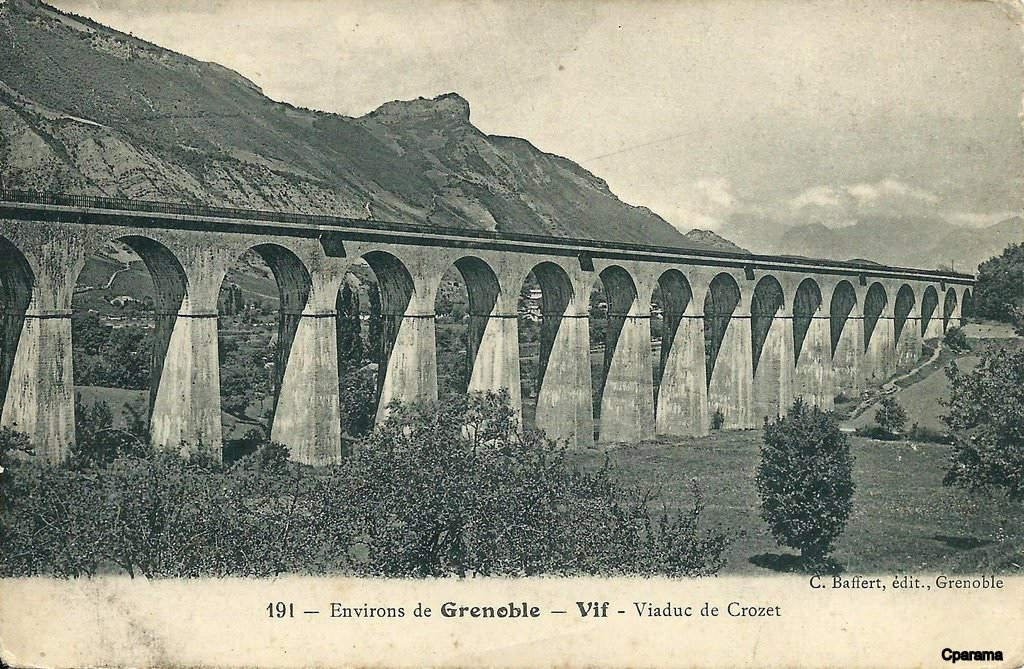
Carte postale du viaduc ferroviaire dans son ensemble, vers le tournant du XXe siècle.
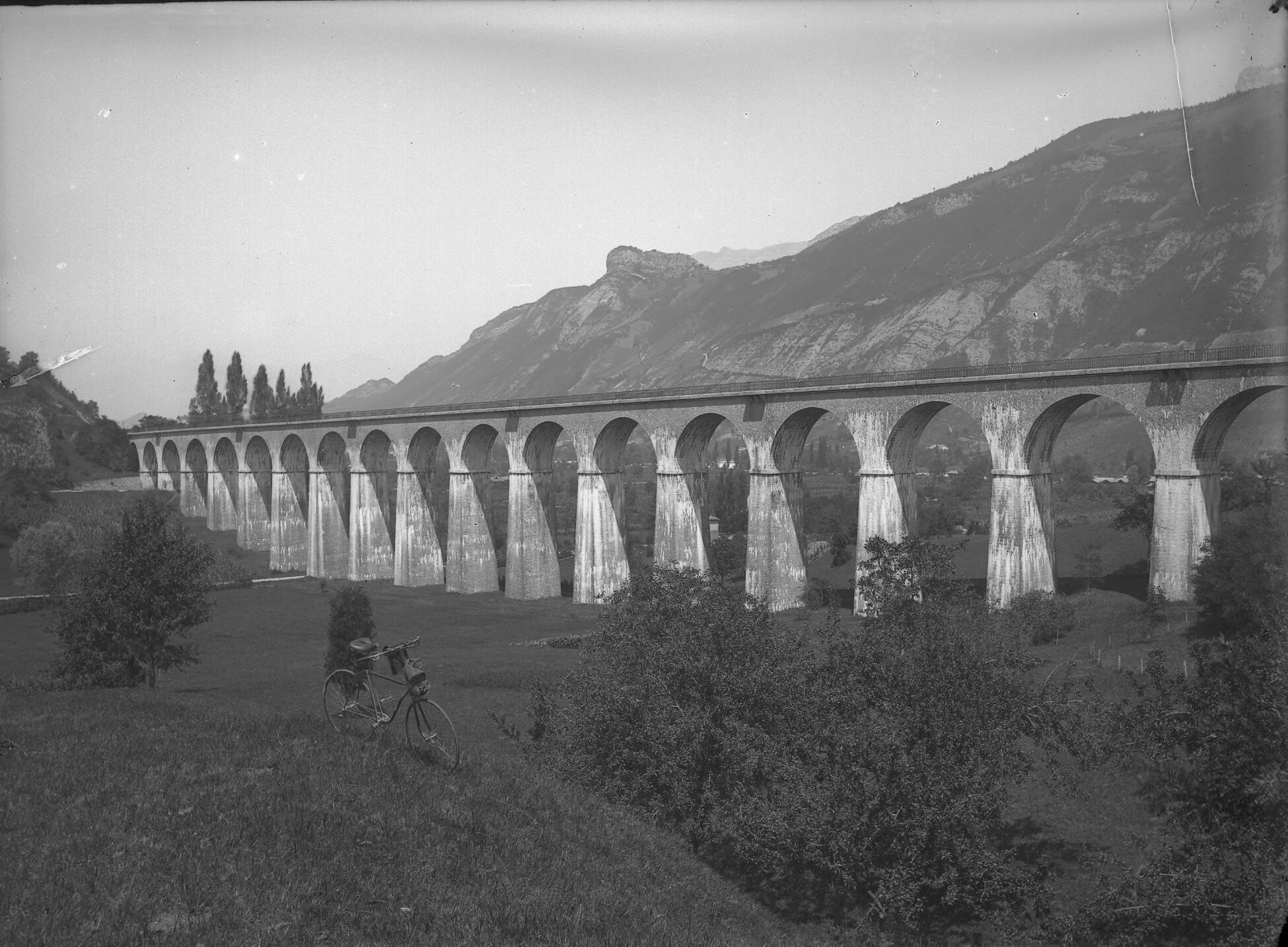
Photographie du viaduc prise par Émile Duchemin entre 1890 et 1914.

### Actes de sabotages
Le 25 mai 1944 un acte de sabotage par explosifs est mis en place par la Résistance, consistant au déraillement du train de marchandise no 9.086 au point kilométrique 153.350, sur la ligne des Alpes, à 50 mètres de l'entrée sud du viaduc du Crozet, aux alentours d'11 h 10. D'autres déraillements ont été provoqués le 4 mars, le 10 mars et le 17 juin 1944.

## Structure
La longueur du viaduc est de 277 mètres et sa hauteur de 27,6 mètres,. C'est un pont à voûtes en maçonnerie qui comprend une structure de pont en arc en plein cintre et possède dix-neuf arches.

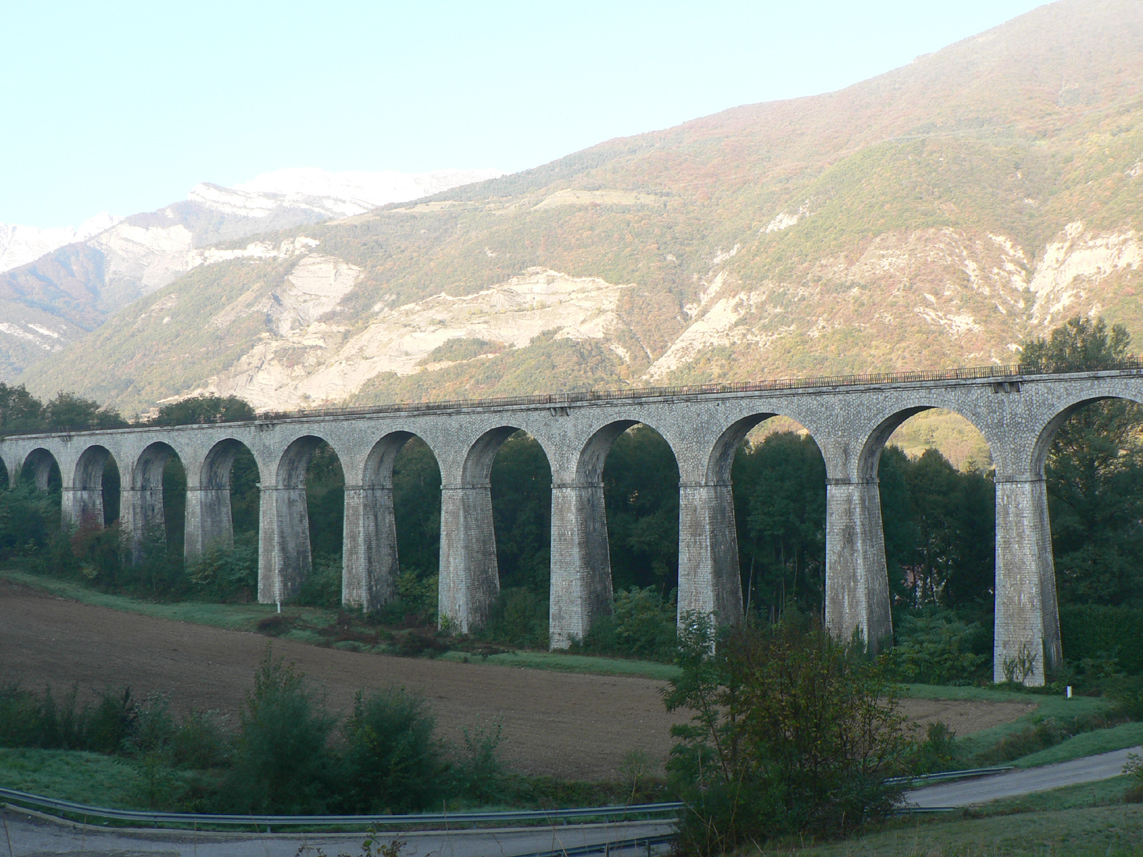
Le viaduc en 2007.
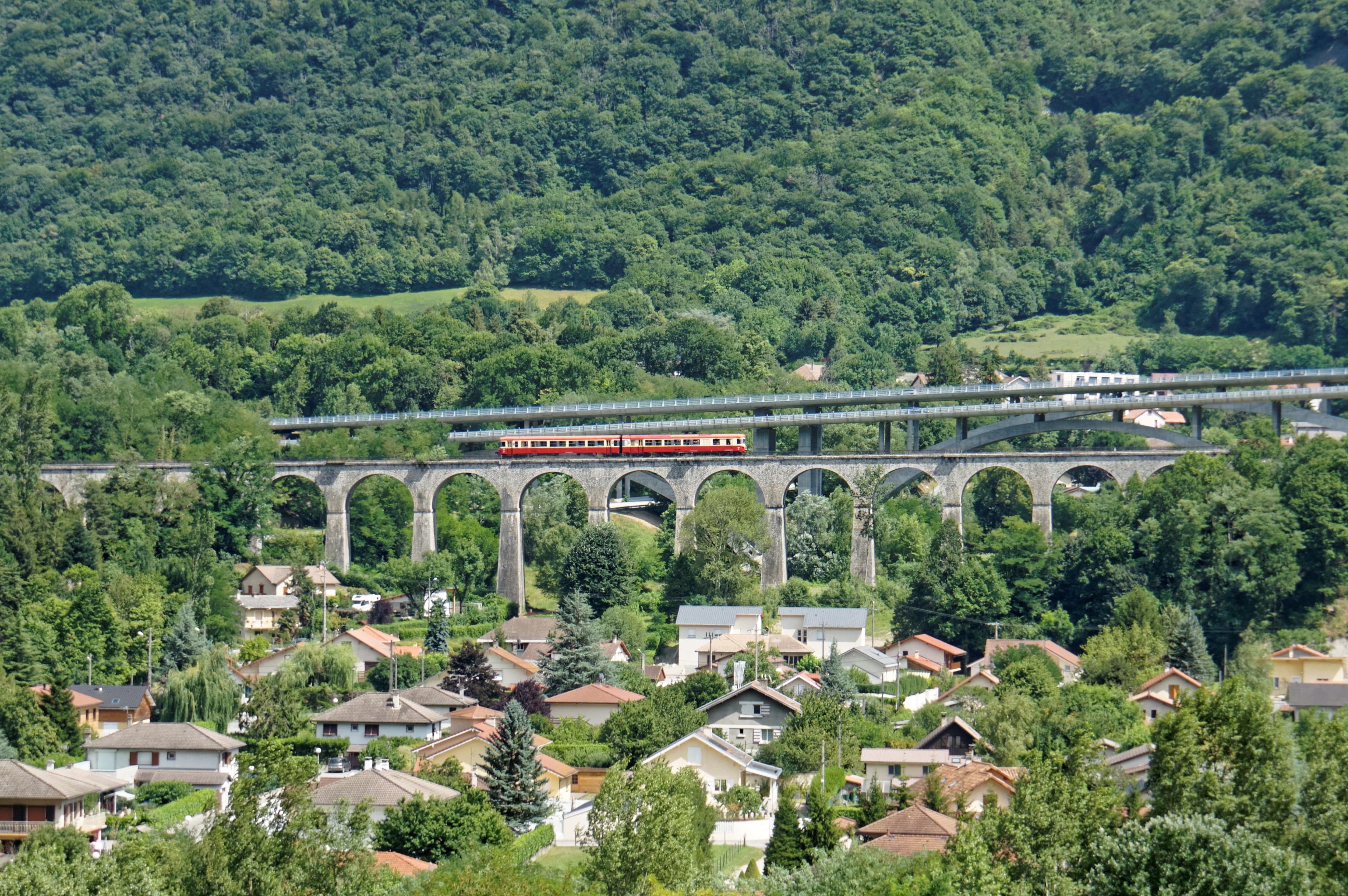
Vue générale des viaducs ferroviaire et autoroutiers avec le passage d'un train sur le viaduc ferroviaire.
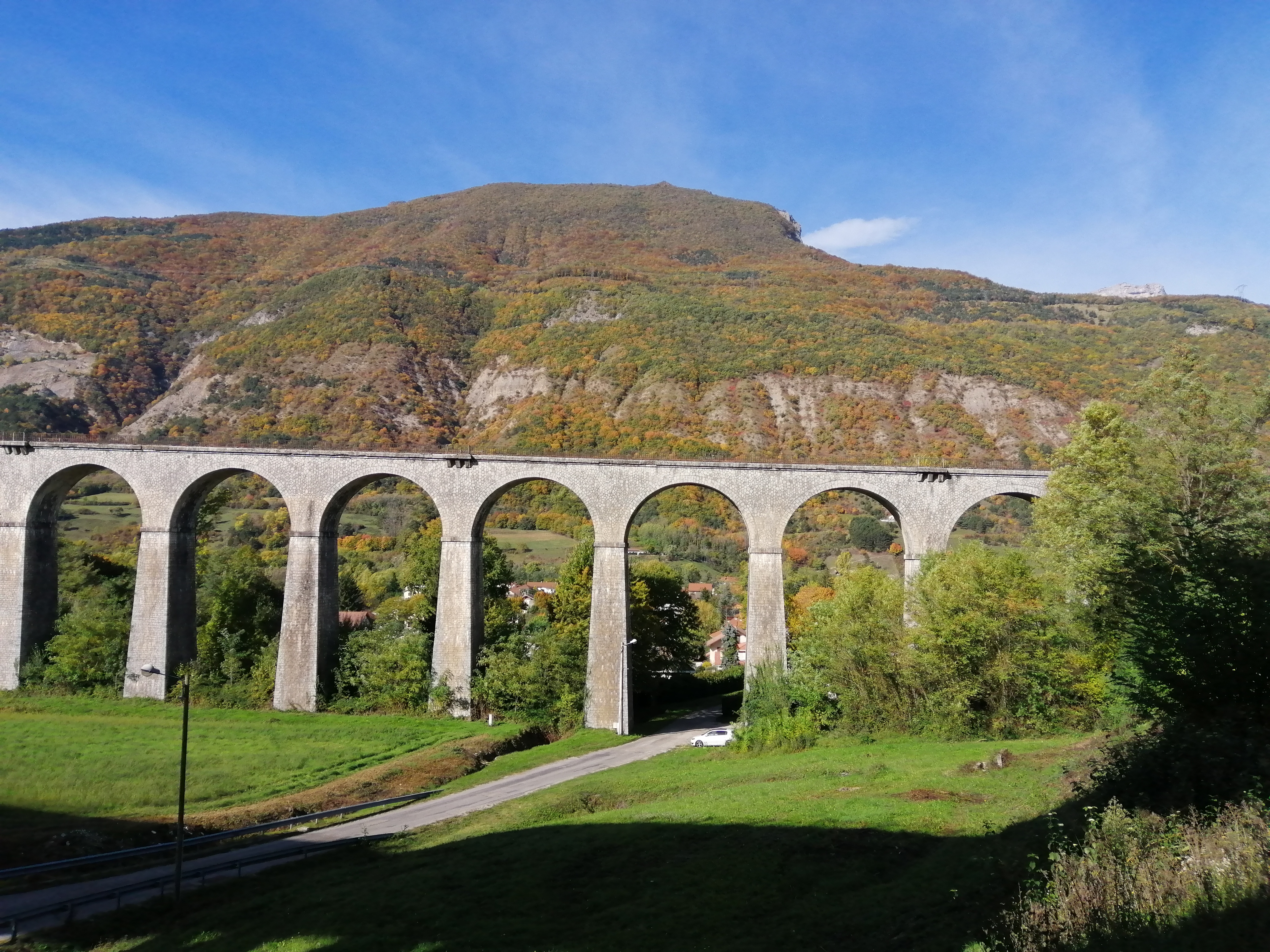
du viaduc avec la rue du Viaduc et, derrière, le pic du Pieu.